# RADWIMPSのHESONOO Documentary Film
『RADWIMPSのHESONOO Documentary Film』（ラッドウィンプスのへそのお ドキュメンタリーフィルム）は、2016年3月11日に公開された日本のドキュメンタリー映画。監督は朝倉加葉子。

## 概要
2015年にメジャーデビュー10周年を迎えたロックバンド・RADWIMPSに密着した、朝倉加葉子監督のドキュメンタリー映画である。10月に行われた、初のヨーロッパ公演を含む海外ライブツアー「RADWIMPS 2015 Asia-Europe Live Tour」、11月に行われた、リスペクトするアーティストをゲストとして迎えた対バンツアー「10th ANNIVERSARY LIVE TOUR RADWIMPSの胎盤」、12月に幕張メッセにて行われたワンマンライブ「10th ANNIVERSARY LIVE TOUR FINAL RADWIMPSのはじまりはじまり」の模様が捉えられている。直前にドラムの山口智史の無期限休養が発表され、森瑞希と刃田綴色という2人のサポートドラマーを迎えて行われたこれらのライブの映像やツアーの舞台裏、メンバーのインタビューなどにより構成されている。
全国32の映画館にて、3月11日から24日までの2週間限定で上映される予定であったが、一部の映画館では上映期間が延長された。さらに、4月以降に上映される映画館が追加決定した。
2016年2月23日には、3月11日の劇場公開に先駆け「RADWIMPSのHESONOOのイントロ321秒」と銘打たれた本編冒頭映像がGYAO!にて配信が開始された。また、3月9日には、学生限定の先行試写会が、FM802のラジオ番組「ROCK KIDS 802 -OCHIKEN Goes ON!!-」の企画により大阪の東宝試写室にて実施された。

## RADWIMPS 2015 Asia-Europe Live Tour
『RADWIMPS 2015 Asia-Europe Live Tour』は、RADWIMPSの海外ライブツアーである。2015年10月9日から23日にかけて、アジアの2都市とヨーロッパの4都市にて行われた。
| 公演日         | 国・地域           | 会場              |
| -------------- | ------------------ | ----------------- |
| 2015年10月9日  | 韓国・ソウル       | AX-KOREA          |
| 2015年10月13日 | フランス・パリ     | Flèche d'Or       |
| 2015年10月15日 | ドイツ・ケルン     | LUXOR             |
| 2015年10月17日 | ドイツ・ベルリン   | Frannz Club       |
| 2015年10月19日 | イギリス・ロンドン | Islington Academy |
| 2015年10月23日 | 台湾・台北         | ATT SHOW BOX      |

## 10th ANNIVERSARY LIVE TOUR RADWIMPSの胎盤
『10th ANNIVERSARY LIVE TOUR RADWIMPSの胎盤』は、RADWIMPSの国内ライブツアーである。全公演ゲストを招いた対バン形式で、2015年11月4日から28日にかけて行われた。
| 公演日         | 会場         | ゲスト            |
| -------------- | ------------ | ----------------- |
| 2015年11月4日  | Zepp Tokyo   | 米津玄師          |
| 2015年11月5日  | Zepp Tokyo   | きのこ帝国        |
| 2015年11月9日  | Zepp Namba   | plenty            |
| 2015年11月10日 | Zepp Namba   | LOVE PSYCHEDELICO |
| 2015年11月12日 | Zepp Sapporo | ゲスの極み乙女。  |
| 2015年11月16日 | Zepp Nagoya  | ハナレグミ        |
| 2015年11月18日 | Zepp Fukuoka | クリープハイプ    |
| 2015年11月23日 | 横浜アリーナ | スピッツ          |
| 2015年11月24日 | 横浜アリーナ | いきものがかり    |
| 2015年11月25日 | 横浜アリーナ | ONE OK ROCK       |
| 2015年11月28日 | Zepp Tokyo   | Mr.Children       |

## 10th ANNIVERSARY LIVE TOUR FINAL RADWIMPSのはじまりはじまり
『10th ANNIVERSARY LIVE TOUR FINAL RADWIMPSのはじまりはじまり』は、RADWIMPSのワンマンライブである。2015年12月23日に、千葉県の幕張メッセにて行われ、約31000人を動員した。この公演終了後に、会場にて「RADWIMPSのHESONOO Documentary Film」の公開が発表された。2016年2月23日には、この公演の模様をまとめた「RADWIMPSのはじまりはじまりのまとめ」がプレミアムGYAO!にて配信が開始された。